# Palazzo Barbaro a San Vidal
Palazzo Barbaro a San Vidal è un complesso formato da due palazzi di Venezia (Palazzo Barbaro Curtis e Palazzo Barbaro), situato nel sestiere di San Marco e affacciato sul Canal Grande tra Palazzo Franchetti e Palazzo Benzon Foscolo, dirimpetto a Palazzo Balbi Valier.

## Storia
La parte più antica della struttura, detta Palazzo Barbaro Curtis (a sinistra) risale all'anno 1425 e fu costruita per essere la nobile dimora della nobile famiglia Spiera ad opera di Bartolomeo Bon: all'estinzione di questa casata venne acquistato da Zaccaria Barbaro.
L'edificio di destra, detto semplicemente Palazzo Barbaro (per distinguerlo dalla parte vecchia), è un ampliamento degli anni 1690, su progetto di Antonio Gaspari, l'architetto di Ca' Zenobio degli Armeni: ospita una prestigiosa sala da ballo ancora oggi magnificamente conservata. In questa nuova parte fu chiesta la mano di Giambattista Tiepolo per la decorazione interna, tuttavia andata perduta nel corso del XIX secolo.
Nella seconda metà dell'Ottocento, dopo che la famiglia Barbaro si era estinta, i palazzi furono acquistati dalla famiglia Curtis-Conte (ancora oggi proprietaria), che, oltre a provvedere al restauro, vi ospitò lo scrittore Henry James. In seguito, fu la prima residenza veneziana del compositore americano Cole Porter (prima di Ca' Rezzonico). A cavallo tra il 2000 e il 2001 la facciata è stata completamente ristrutturata e tinteggiata.

## Descrizione
Palazzo Barbaro Curtis

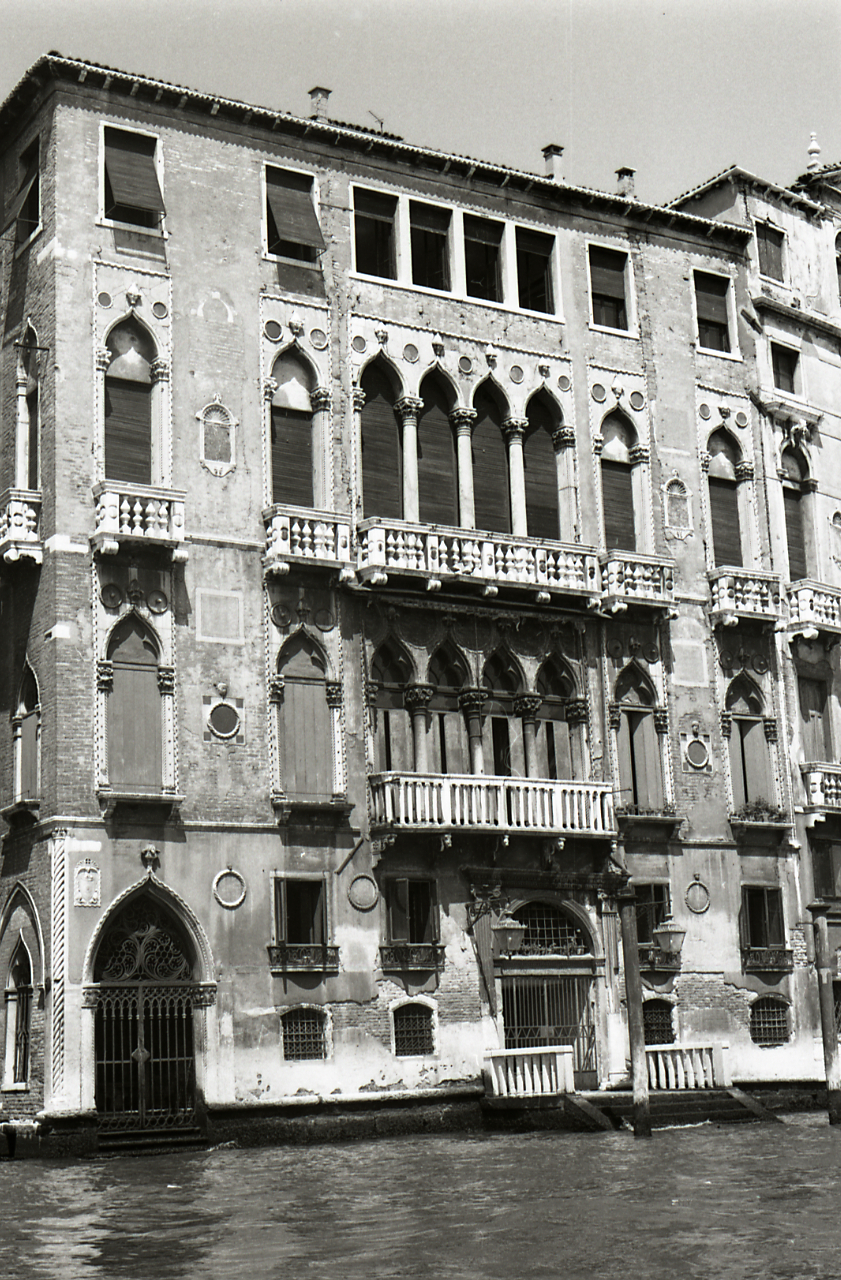
Facciata di Palazzo Barbaro Curtis. Foto di Paolo Monti, 1969.

Perfetto esempio di stile gotico veneziano tre-quattrocentesco, il vecchio edificio è un palazzo di tre piani con mezzanino, al quale è stato poi aggiunto un ammezzato nel sottotetto.
La facciata, secondo uno schema che raggiunge il suo apice in Ca' Bernardo, è aperta da due portali al pian terreno (ogivale quello di sinistra, rettangolare quello centrale) e ai due piani nobili da quadrifore ogivali (in posizione centrale), alle quali si affianca una coppia di monofore, tutte inserite in cornice lapidea quadrangolare. Le decorazioni del primo piano nobile appaiono più recenti rispetto a quelle del secondo.
Ad abbellire la superficie visibile dal Canal Grande sono inserite delle caratteristiche patere e formelle.
Palazzo Barbaro
La parte nuova, più stretta e alta, è un edificio barocco di quattro piani, la cui facciata è caratterizzata al secondo piano nobile da una forometria composta da quattro aperture a tutto sesto, con mascherone in chiave e balaustra: le due centrali sono riunite a formare una bifora.
Un'altra bifora a tutto sesto si trova al terzo piano, sotto il piccolo frontone che sovrasta centralmente la facciata.
Internamente ai piani nobili, malgrado la rimozione delle opere del Tiepolo, va ricordata la decorazione a stucco di Abbondio Stazio.

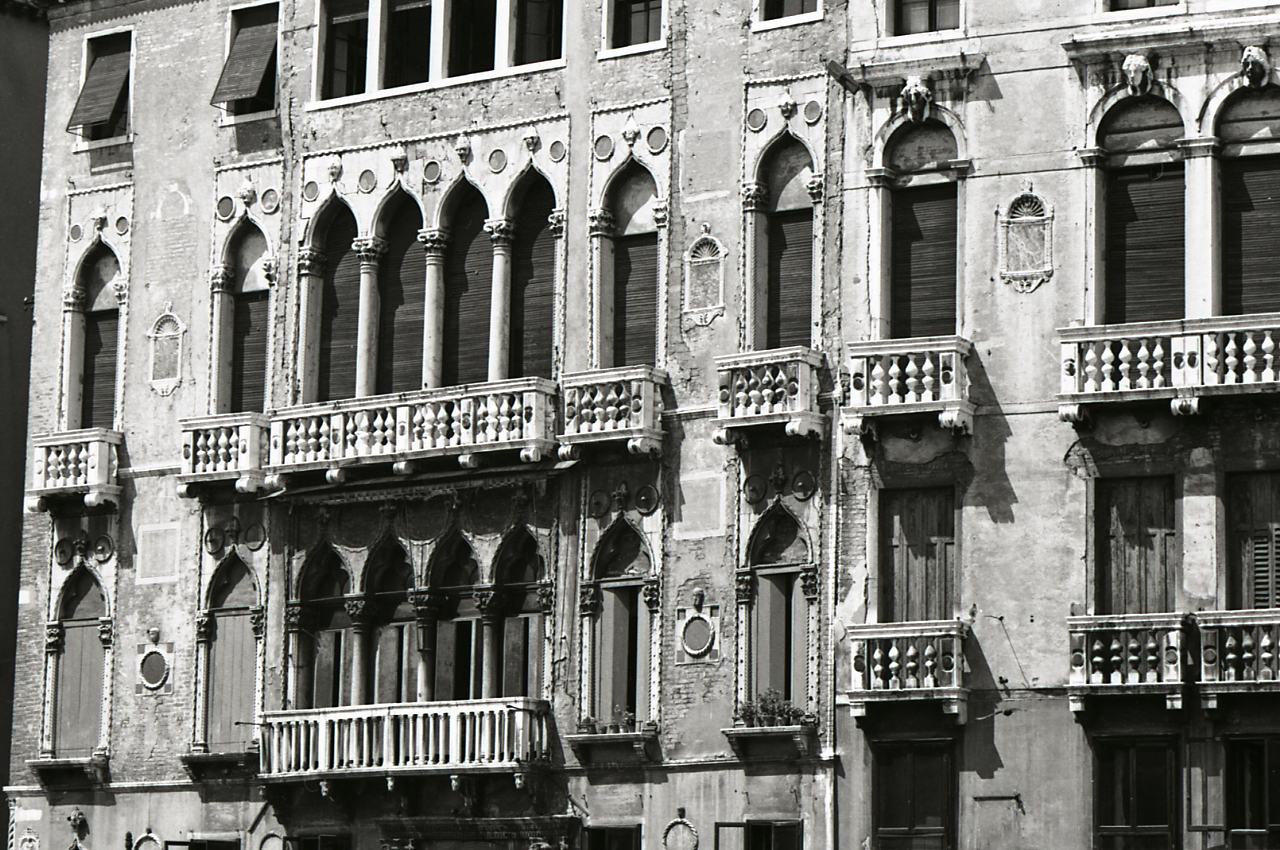
Palazzo Barbaro a San Vidal, particolari della facciata. Foto di Paolo Monti, 1969